# Giải vô địch bóng đá Đông Nam Á 1998
Giải vô địch bóng đá Đông Nam Á 1998 (tiếng Anh: 1998 AFF Championship), tên chính thức là Cúp Tiger 1998 (Tiger Cup 1998) vì lý do tài trợ, là lần tổ chức thứ hai của Giải vô địch bóng đá Đông Nam Á, giải đấu bóng đá dành cho các đội tuyển quốc gia của các nước thành viên trực thuộc Liên đoàn bóng đá ASEAN (AFF). Vòng chung kết của giải đấu được tổ chức tại Việt Nam từ ngày 26 tháng 8 đến ngày 5 tháng 9 năm 1998.
Thái Lan là đương kim vô địch, nhưng đã bị Việt Nam đánh bại ở vòng bán kết. Singapore đã giành chức vô địch lần đầu tiên sau khi giành chiến thắng 1–0 trước Việt Nam trong trận chung kết bằng bàn thắng của Sasi Kumar.
Hậu vệ Mursyid Effendi của Indonesia đã cố tình đá phản lưới nhà trong trận đấu với Thái Lan ở vòng bảng để tránh gặp Việt Nam ở trận bán kết. Sau đó, cầu thủ này đã bị FIFA cấm thi đấu quốc tế vĩnh viễn.

## Vòng loại
Dựa trên kết quả tại giải đấu lần trước, bốn đội tuyển có thứ hạng cao nhất gồm Thái Lan, Malaysia, Việt Nam (chủ nhà) và Indonesia được đặc cách vào thẳng vòng chung kết của giải đấu. Sáu đội tuyển còn lại (Brunei, Campuchia, Lào, Myanmar, Philippines, và Singapore) phải tham dự vòng sơ loại để chọn ra bốn đội lọt vào vòng bảng. 
Các đội vượt qua vòng loại:
- Myanmar (nhất vòng loại bảng A)
- Singapore (nhất vòng loại bảng B)
- Lào (nhì vòng loại bảng A)
- Philippines (nhì vòng loại bảng B)

## Địa điểm
| Việt Nam                | Việt Nam                    |
| Hà Nội                  | Thành phố Hồ Chí MinhHà Nội |
| ----------------------- | --------------------------- |
| Sân vận động Hàng Đẫy   | Thành phố Hồ Chí MinhHà Nội |
| Sức chứa: 22.500        | Thành phố Hồ Chí MinhHà Nội |
|                         | Thành phố Hồ Chí MinhHà Nội |
| Thành phố Hồ Chí Minh   | Thành phố Hồ Chí MinhHà Nội |
| Sân vận động Thống Nhất | Thành phố Hồ Chí MinhHà Nội |
| Sức chứa: 25.000        | Thành phố Hồ Chí MinhHà Nội |
|                         | Thành phố Hồ Chí MinhHà Nội |

## Vòng bảng
Tám đội tuyển được chia thành hai bảng, thi đấu vòng tròn một lượt. Hai đội đứng đầu mỗi bảng lọt vào vòng bán kết.

### Bảng A
| VT | Đội         | ST | T | H | B | BT | BB | HS | Đ | Giành quyền tham dự     |
| -- | ----------- | -- | - | - | - | -- | -- | -- | - | ----------------------- |
| 1  | Thái Lan    | 3  | 2 | 1 | 0 | 7  | 4  | +3 | 7 | Vòng đấu loại trực tiếp |
| 2  | Indonesia   | 3  | 2 | 0 | 1 | 11 | 5  | +6 | 6 | Vòng đấu loại trực tiếp |
| 3  | Myanmar     | 3  | 1 | 1 | 1 | 8  | 9  | −1 | 4 |                         |
| 4  | Philippines | 3  | 0 | 0 | 3 | 3  | 11 | −8 | 0 |                         |

| Indonesia                                 | 3–0 | Philippines |
| ----------------------------------------- | --- | ----------- |
| Widodo 15' · Bima 42' (ph.đ.) · Uston 65' |     |             |

| Thái Lan      | 1–1 | Myanmar        |
| ------------- | --- | -------------- |
| Worrawoot 15' |     | Aung Khine 65' |

| Thái Lan                                   | 3–1 | Philippines  |
| ------------------------------------------ | --- | ------------ |
| Worrawoot 21' · Kritsada 57' · Kiarung 86' |     | Gonzalez 30' |

| Indonesia                                                                                             | 6–2 | Myanmar                        |
| --- | --- | ------------------------------ |
| Aji 15' (ph.đ.) · Widodo 30' · Min Aung 39' (l.n.) · Bima 54' · Miro 75' (ph.đ.) · Min Thu 77' (l.n.) |     | Myo Hlaing Win 1', 85' (ph.đ.) |

| Myanmar                                                       | 5–2 | Philippines       |
| ------------------------------------------------------------- | --- | ----------------- |
| Win Htike 21' · Myo Hlaing Win 43', 85' · Aung Khine 78', 80' |     | Gonzalez 25', 30' |

| Thái Lan                                         | 3–2 | Indonesia          |
| ------------------------------------------------ | --- | ------------------ |
| Kritsada 62' · Therdsak 86' · Mursyid 90' (l.n.) |     | Miro 52' · Aji 84' |

### Bảng B
| VT | Đội          | ST | T | H | B | BT | BB | HS | Đ | Giành quyền tham dự     |
| -- | ------------ | -- | - | - | - | -- | -- | -- | - | ----------------------- |
| 1  | Singapore    | 3  | 2 | 1 | 0 | 6  | 1  | +5 | 7 | Vòng đấu loại trực tiếp |
| 2  | Việt Nam (H) | 3  | 2 | 1 | 0 | 5  | 1  | +4 | 7 | Vòng đấu loại trực tiếp |
| 3  | Malaysia     | 3  | 0 | 1 | 2 | 0  | 3  | −3 | 1 |                         |
| 4  | Lào          | 3  | 0 | 1 | 2 | 2  | 8  | −6 | 1 |                         |

| Malaysia | 0–2 | Singapore                 |
| -------- | --- | ------------------------- |
|          |     | Ali 17' · Khamaruddin 42' |

| Việt Nam                                                        | 4–1 | Lào             |
| --------------------------------------------------------------- | --- | --------------- |
| Nguyễn Hồng Sơn 30' · Nguyễn Văn Sỹ 43' · Lê Huỳnh Đức 85', 90' |     | Channiphone 55' |

| Malaysia | 0–0 | Lào |
| -------- | --- | --- |
|          |     |     |

| Việt Nam | 0–0 | Singapore |
| -------- | --- | --------- |
|          |     |           |

| Singapore                                    | 4–1 | Lào              |
| -------------------------------------------- | --- | ---------------- |
| Zainal 3' · Khamaruddin 9', 15' · Daiman 58' |     | Phonephachan 30' |

| Việt Nam            | 1–0 | Malaysia |
| ------------------- | --- | -------- |
| Nguyễn Hồng Sơn 50' |     |          |

## Vòng đấu loại trực tiếp

### Sơ đồ
|  | Bán kết                     | Bán kết  |                    |   | Chung kết | Chung kết |
|  |                             |          |                    |   |           |           |
|  | 3 tháng 9 – Hà Nội          |          |                    |   |           |           |
|  |                             |          |                    |   |           |           |
|  | Việt Nam                    | 3        |                    |   |           |           |
|  | Việt Nam                    | 3        | 5 tháng 9 – Hà Nội |   |           |           |
|  | Thái Lan                    | 0        |                    |   |           |           |
|  | Thái Lan                    | 0        | Singapore          | 1 |           |           |
|  | 3 tháng 9 – TP. Hồ Chí Minh |          | Singapore          | 1 |           |           |
|  |                             | Việt Nam | 0                  |   |           |           |
|  | Singapore                   | Việt Nam | 0                  | 2 |           |           |
|  | Singapore                   |          |                    | 2 |           |           |
|  | Indonesia                   | 1        |                    |   |           |           |
|  | Indonesia                   | 1        | Tranh hạng ba      |   |           |           |
|  |                             |          |                    |   |           |           |
|  | 5 tháng 9 – TP. Hồ Chí Minh |          |                    |   |           |           |
|  |                             |          |                    |   |           |           |
|  | Indonesia (p)               | 3 (5)    |                    |   |           |           |
|  | Indonesia (p)               | 3 (5)    |                    |   |           |           |
|  | Thái Lan                    | 3 (4)    |                    |   |           |           |

### Các trận đấu

#### Bán kết
| Việt Nam                                                      | 3–0 | Thái Lan |
| ------------------------------------------------------------- | --- | -------- |
| Trương Việt Hoàng 15' · Nguyễn Hồng Sơn 70' · Văn Sỹ Hùng 80' |     |          |

| Singapore            | 2–1 | Indonesia |
| -------------------- | --- | --------- |
| Rafi 12' · Nazri 30' |     | Miro 34'  |

#### Tranh hạng ba
| Indonesia                               | 3–3 | Thái Lan                                            |
| --------------------------------------- | --- | --------------------------------------------------- |
| Kurniawan 16' · Aji 33' · Ekodono 89'   |     | Chaichan 18' · Worrawoot 42' · Kowit 44'            |
| Loạt sút luân lưu                       |     |                                                     |
| Uston · Bima · Ekodono · Kuncoro · Imam | 5–4 | Promrut · Punsanai · Songserm · Therdsak · Kritsada |

#### Chung kết
| Việt Nam | 0–1 | Singapore      |
| -------- | --- | -------------- |
|          |     | Sasi Kumar 71' |

## Thống kê

### Các giải thưởng
| Cầu thủ xuất sắc nhất | Chiếc giày vàng |
| --------------------- | --------------- |
| Nguyễn Hồng Sơn       | Myo Hlaing Win  |

### Cầu thủ ghi bàn
Đã có 55 bàn thắng ghi được trong 16 trận đấu, trung bình 3.44 bàn thắng mỗi trận đấu.
4 bàn thắng
- Myo Hlaing Win

3 bàn thắng
- Aji Santoso
- Miro Baldo Bento
- Aung Khine
- Alfredo Razon Gonzalez
- Ahmad Latiff Khamaruddin
- Worrawoot Srimaka
- Nguyễn Hồng Sơn

2 bàn thắng
- Bima Sakti
- Widodo C Putro
- Rafi Ali
- Kritsada Piandit
- Lê Huỳnh Đức

1 bàn thắng
- Kurniawan Dwi Yulianto
- Uston Nawawi
- Yusuf Ekodono
- Keolakhone Channiphone
- Kholadeth Phonephachanh
- Win Htike
- Nazri Nasir
- Rudy Khairon Daiman
- Sasi Kumar
- Zulkarnaen Zainal
- Chaichan Knewsen
- Kairung Threjagsang
- Kowit Foythong
- Therdsak Chaiman
- Nguyễn Văn Sỹ
- Trương Việt Hoàng
- Văn Sỹ Hùng

1 bàn phản lưới nhà
- Mursyid Effendi (trong trận gặp Thái Lan)
- Min Aung (trong trận gặp Indonesia)
- Min Thu (trong trận gặp Indonesia)

## Tranh cãi
Giải đấu đã bị hủy hoại bởi hành vi phi thể thao trong trận đấu giữa Thái Lan và Indonesia ở vòng bảng. Trước trận đấu này, Indonesia đã chắc suất vào bán kết, trong khi Thái Lan cũng sẽ đi tiếp nếu không thua và Philippines không thua Myanmar với tỷ số đủ để Myanmar giành ngôi nhì bảng. Tuy nhiên, đội thắng trong trận đấu này sẽ phải di chuyển ra Hà Nội gặp chủ nhà Việt Nam ở bán kết, trong khi đội thua sẽ ở lại Thành phố Hồ Chí Minh gặp Singapore, đội được cho là dễ đối đầu hơn so với đội chủ nhà.
Cả hai đội hầu như không cố gắng ghi bàn trong suốt hiệp một, trước khi tỷ số của trận đấu là 2–2 sau 90 phút. Vào phút bù giờ, mặc dù có hai cầu thủ Thái Lan cố gắng ngăn cản, hậu vệ Mursyid Effendi của Indonesia đã cố tình ghi một bàn phản lưới nhà, qua đó ấn định chiến thắng 3–2 cho Thái Lan. FIFA sau đó đã phạt cả hai đội 40.000 USD vì "vi phạm tinh thần thể thao" [sic], trong khi Mursyid bị cấm thi đấu trong nước một năm và cấm thi đấu quốc tế vĩnh viễn.
Ở bán kết, Thái Lan thua Việt Nam và Indonesia thua Singapore.